# Malik Kudic
Malik Kudic (* 23. Dezember 1999) ist ein deutscher Basketballspieler.

## Laufbahn
Kudic spielte als Jugendlicher bei der BSG Ludwigsburg und in der Nachwuchs-Basketball-Bundesliga für die Mannschaft der Ludwigsburger Basketballakademie. In der Saison 2018/19 wurde er im Nachwuchs des Bundesligisten Ratiopharm Ulm gefördert und kam in der Mannschaft OrangeAcademy in der 2. Bundesliga ProB zum Einsatz. Er spielte in Schwelm und in Hanau ebenfalls in dieser Liga, im Sommer 2021 wurde er von den Scanplus Baskets Elchingen verpflichtet, die sich kurz vor dem Saisonbeginn 2021/22 aus dem Spielbetrieb zurückzogen. Somit wurde Kudic vereinslos, im September 2021 nahmen ihn die Wiha Panthers Schwenningen unter Vertrag, damit gelang ihm der Sprung in die zweithöchste deutsche Spielklasse, 2. Bundesliga ProA.
Zur Saison 2022/2023 wechselte er in die ProB zum KIT Karlsruhe, um in der Stadt neben dem Leistungssport ein Studium der Wirtschaftsinformatik zu beginnen. Im Dezember 2022 trennte er sich von dem Drittligisten, für den er im Durchschnitt 13,9 Punkte sowie 9,1 Rebounds je Begegnung erzielte, und ging kurz darauf zum Nachbarn, dem Zweitligisten PS Karlsruhe.
Zum Spieljahr 2023/24 wechselte Kudic zur TSG Reutlingen in die 1. Regionalliga. 2024 schloss er sich KKK Haiterbach (1. Regionalliga) an.